# Waldemar Borek
Waldemar Borek (ur. 16 lipca 1955 w Jeleniej Górze, zm. 27 sierpnia 2021 w Berlinie) – polski dziennikarz, opozycjonista antykomunistyczny związany z Jelenią Górą.

## Życiorys
Od 1974 roku do 1980 roku studiował na Uniwersytecie Warszawskim. W marcu 1976 roku doznał przemocy od funkcjonariuszy Służby bezpieczeństwa, m.in. za malowanie hasła w przejściu budynku Uniwersytetu Wrocławskiego w akcji studenckiej. Od 1978 roku do 1980 roku pracował jako referent w Banku Gospodarki Żywnościowej w oddziale w Jeleniej Górze.
Wstąpił do Solidarności we wrześniu 1980 roku. Borek był założycielem oddziału związku w Jeleniej Górze, które nastąpiło 17 września 1980 roku. Do maja 1981 był również wiceprzewodniczącym tejże jednostki.
Od czerwca 1981 roku był dziennikarzem związanym z tygodnikiem „Odrodzenie”. 13 grudnia 1981 przebywał na bezterminowym urlopie okolicznościowym, w praktyce nie uczestniczył w pracy redakcji tygodnika. We wrześniu 1982 roku wyemigrował do NRD, pracował jako publicysta czy operator kamery. Był korespondentem wojennym w Kosowie oraz Afganistanie dla niemieckiej telewizji publicznej.
W 2006 wrócił do Polski, wyjechał w 2012 roku z powrotem do Niemiec. Podczas pobytu w Polsce założył stowarzyszanie „Terra Harbitare” we Wrocławiu w 2008 roku, pełnił funkcję przewodniczącego aż do śmierci w 2021 roku.
Współautor wraz z Krzysztofem Czaderem książki Madagaskar (1996), za tę pozycję wraz z Czaderem zostali laureatami Nagrody Bursztynowego Motyla im. Arkadego Fiedlera w 1997 roku.